# Piotr Goryński
Piotr Goryński z Wierzbna herbu Poraj (zm. 1542) – vicesgerent, wojewoda mazowiecki w 1511, starosta ciechanowski.
Opracował prawa mazowieckie (zwód Goryńskiego) zatwierdzone na sejmie mazowieckim w 1535, któremu przewodniczył. Ożeniony z wdową po Mikołaju Ojrzanowskim, Katarzyną z Boglewskich, która wniosła mu w posagu dobra ojrzanowskie. Załatwiał formalności posagowe przed zamążpójściem księżniczki Anny mazowieckiej, ostatniej przedstawicielki Piastów mazowieckich. Jego córka Dorota wyszła za mąż za sekretarza królewskiego Stanisława Barzi.